# L'Unique
L’Unique era una publicación anarquista individualista francesa editada por Emile Armand. Existió entre 1945 y 1956 y publicó 110 números. Además de Armand colaboraron otros escritores, entre ellos Gérard de Lacaze-Duthiers, Manuel Devaldès, Lucy Sterne, Thérèse Gaucher y otros. Louis Moreau era su ilustrador dibujante. L’Unique era una publicación ecléctica enfocada principalmente en la filosofía y la ética.